# Helltrain
Нelltrain (рус. адский поезд) — шведская death-n-roll группа из города Лулео, образованная в 2002 году вокалистом и басистом Пьером Тёрнквистом.
Жанр группы является предметом споров, так как сочетает в себе элементы death, thrash и black metal с аранжировкой, напоминающую рок-н-ролл и панк-рок. А использование органа Хаммонда придает музыке ещё более уникальное звучание. Группа определяет свой стиль как «Punk Ass Rot 'n' Roll».

## Дискография
- The 666 EP (2003)
- Route 666 (2006)
- Rock 'N' Roll Devil (2008)
- Death Is Coming (2012)

## Участники группы
В текущий состав группы входят:
- Пьер Тёрнквист — вокал
- Патрик Тёрнквист — гитара, орган, пианино
- Микаэл Сандорф — гитара
- Матс Ернил — бас-гитара
- Оскар Карлссон — ударные †